# Anufrievia maculosa
Anufrievia maculosa är en insektsart som beskrevs av Irena Dworakowska 1977. Anufrievia maculosa ingår i släktet Anufrievia och familjen dvärgstritar. Inga underarter finns listade i Catalogue of Life.